# Liste der Monuments historiques in Rettel
Die Liste der Monuments historiques in Rettel führt die Monuments historiques in der französischen Gemeinde Rettel auf.

## Liste der Bauwerke
| Bezeichnung       | Beschreibung            | Standort                   | Kennzeichnung | Schutzstatus | Datum | Bild           |
| ----------------- | ----------------------- | -------------------------- | ------------- | ------------ | ----- | -------------- |
| Maison de la Dîme | aus dem 15. Jahrhundert | 9 rue Saint-Nicolas (Lage) | PA00106975    | Classé       | 1984  | weitere Bilder |